# Pfarrkirche Grafenschachen

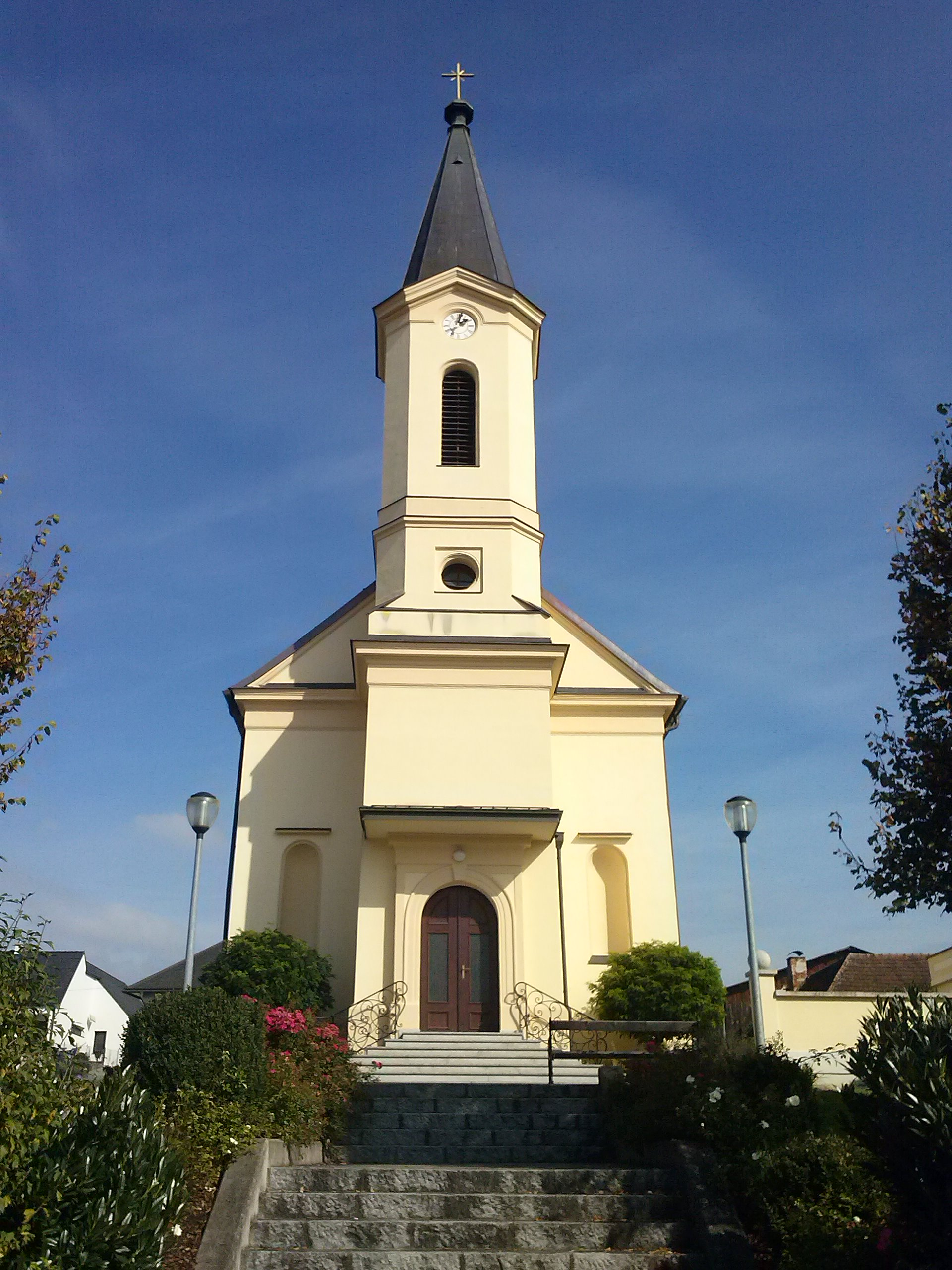
Katholische Pfarrkirche Hl. Dreifaltigkeit in Grafenschachen

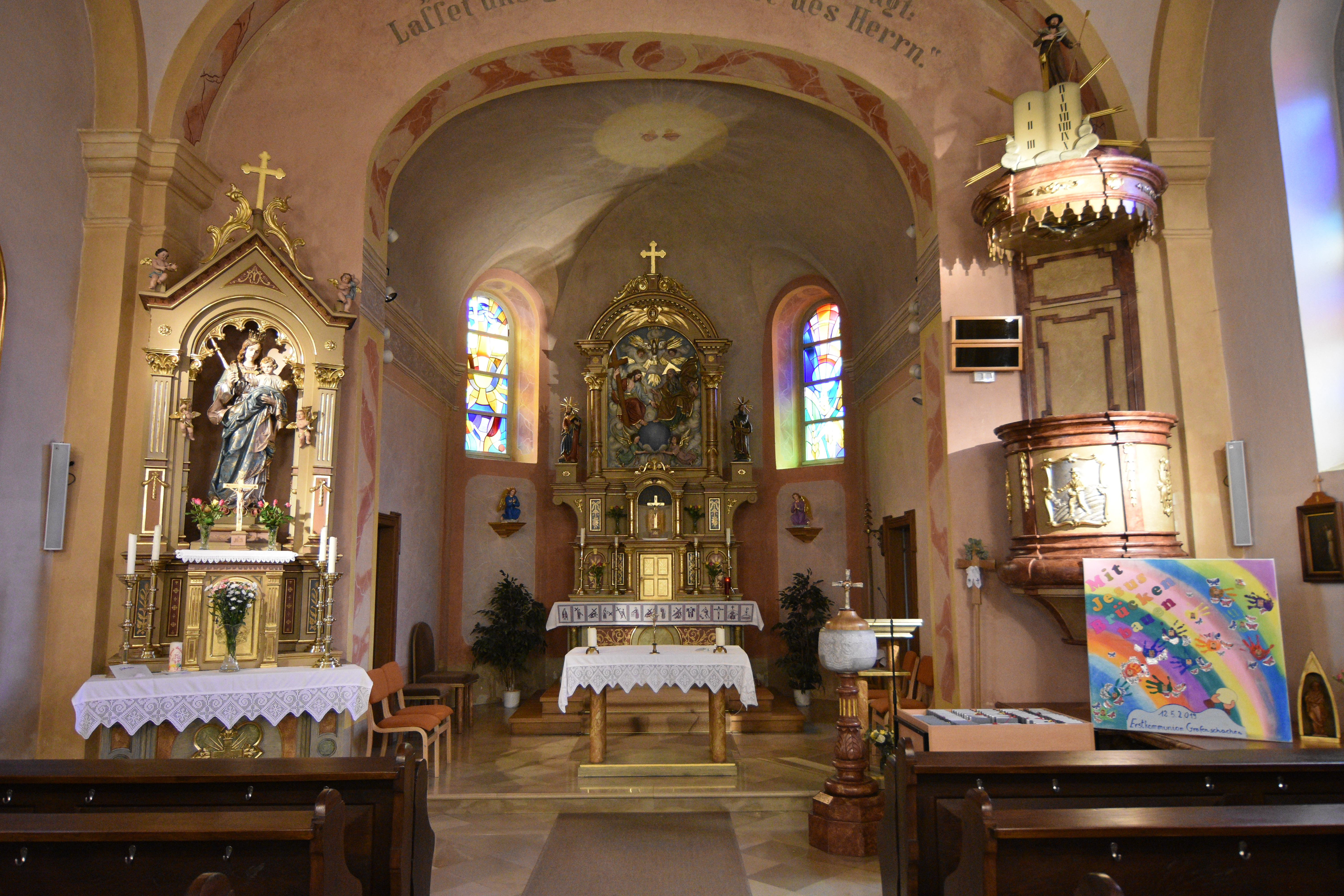
Der Altarraum

Die römisch-katholische Pfarrkirche Grafenschachen steht in der Gemeinde Grafenschachen im Bezirk Oberwart im Burgenland. Sie ist der Heiligen Dreifaltigkeit geweiht und gehört zum Dekanat Pinkafeld in der Diözese Eisenstadt. Das Bauwerk steht unter Denkmalschutz (Listeneintrag).

## Lagebeschreibung
Die Kirche steht am Westhang oberhalb des Ortes. Die Vorgängerkirche von 1805 stand im Ortszentrum.

## Geschichte
1790 wurde die Kirche zur Pfarrkirche erhoben. Ein Vorgängerbau wurde 1805 errichtet. Die heutige Kirche wurde 1880 vom Baumeister Johann Lang aus Pinkafeld errichtet. Die Kirche wurde innen 1975 und außen 1977 einer Restaurierung unterzogen.

## Architektur und Ausstattung
Die Kirche ist eine einschiffige Saalkirche. Der eingezogene Chor hat abgeschrägte Ecken. Der Westturm hat einen Pyramidenhelm.
Das Langhaus der Kirche ist vierjochig. Darüber ist ein hohes Platzlgewölbe zwischen breiten Gurtbögen, die auf Doppelpilastern ruhen. Die platzlunterwölbte Empore ist dreiachsig. Der Triumphbogen ist gedrückt. Der Chor ist rund geschlossen. Im Chorjoch ist Schalengewölbe mit Stichkappen.
Der neuromanische Hochaltar wurde 1905 von Johann Heckenast aus Szombathely gebaut. Die spätbarocke Kanzel wurde in der zweiten Hälfte des 18. Jahrhunderts geschaffen und stammt aus der Kapelle von Schloss Pernegg in der Steiermark.